# Budlewscy herbu Rogala

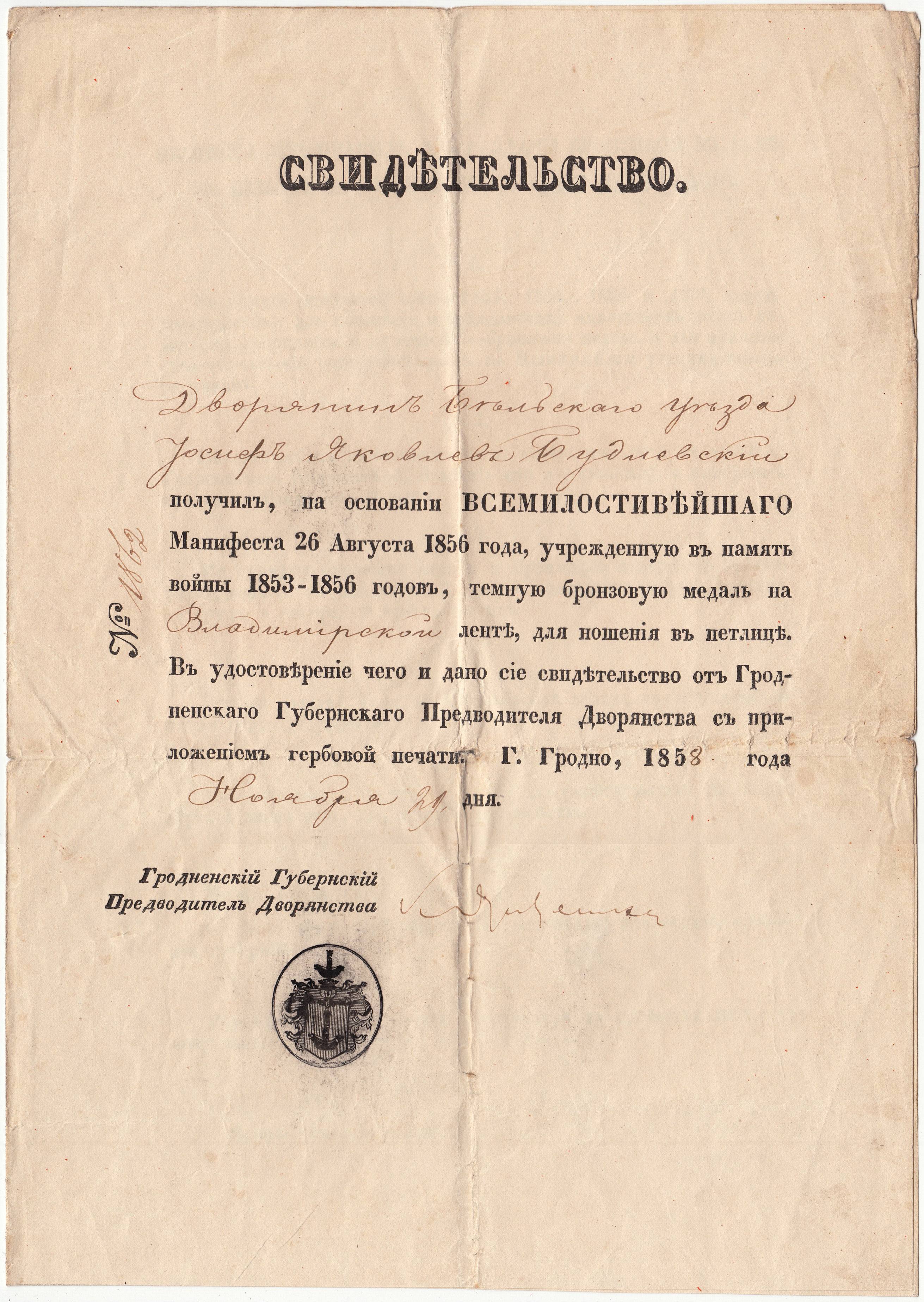
Świadectwo Józefa Jakóbowicza Budlewskiego

Budlewscy herbu Rogala – polski ród szlachecki wywodzący się z województwa podlaskiego.

## Historia
Gniazdem rodziny jest miejscowość Budlewo.
Nieznanego imienia Budlewski w 1697 podpisał z województwem podlaskim elekcję Augusta II. Źródła wspominają o Antonim synu Ignacego zapisanym do ksiąg szlachty guberni mińskiej w 1802 oraz o szlachcicach wylegitymowanych w Cesarstwie w 1840 i zapisanych do ksiąg szlachty guberni grodzieńskiej.
Szymon Budlewski dn. 27.02.1817 otrzymał dokument wypisu z ksiąg szlacheckich obwodu Białostockiego. Jego wnuk, Józef Jakubowicz Budlewski, brał udział w Wojnie Krymskiej (1853-1856), za który manifestem z dn. 26.08.1856 otrzymał brązowy Medal Pamiątkowy Wojny Krymskiej w Latach 1853–56 na Baretce Orderu Św. Włodzimierza. 
Familia Budlewskich przeniosła swoje siedlisko z Budlewa do sąsiedniej wioski Gawiny za Józefa, ojca Szymona Budlewskiego, w połowie XVIII w. Ostatnim Budlewskim na siedlisku w Gawinach był Stanisław Budlewski, syn Józefa Jakubowicza. Siedlisko Budlewskich zostało spalone przez oddziały Wehrmachtu podczas Kampanii wrześniowej w 1939.
Synowie Stanisława Budlewskiego, opuścili gniazdo rodzinne. Józef Budlewski pracował na kolei Carskiej, po roku 1918 w Polskich Kolejach Państwowych. Był zawiadowcą stacji w Białymstoku. Kazimierz Budlewski ukończył studia medyczne na Uniwersytecie Warszawskim i służył jako lekarz wojskowy w  5 Pułku Piechoty Legionów w Grodnie. 
Eugeniusz Budlewski, syn Józefa Budlewskiego, studiował przed II wojną światową architekturę na Politechnice Warszawskiej, którą ukończył w 1948. Po wojnie pracował m.in. jako Główny Architekt m. Łodzi w latach 1963-1971.